# Église Saint-Jean-Baptiste d'Agneaux
L'église Saint-Jean-Baptiste d'Agneaux est un édifice catholique, des XVIIe, XVIIIe – XXe siècles, qui se dresse sur le territoire de la commune française d'Agneaux, dans le département de la Manche, en région Normandie.

## Localisation
L'église Saint-Jean-Baptiste est située dans le bourg d'Agneaux, dans le département français de la Manche.

## Historique
L'église a été modernisée après les bombardements de 1944.

## Mobilier
Parmi les objets mobiliers, une chape du XVIIIe siècle est classée au titre objet au monuments historiques et une verrière du XXe siècle est inscrite au titre objet.